# Île Perrot
Die Île Perrot ist eine Insel im Südwesten der kanadischen Provinz Québec. Sie liegt im Mündungsbereich des Ottawa in den Sankt-Lorenz-Strom, zwischen dem Lac des Deux Montagnes im Norden, dem Lac Saint-Louis im Süden und der Île de Montréal im Osten. Die Insel ist 41,92 km² groß und somit die drittgrößte im Hochelaga-Archipel. Sie ist rund 11 km lang und bis zu 4,8 km breit, die höchste Erhebung befindet sich auf 55 m über Meer.

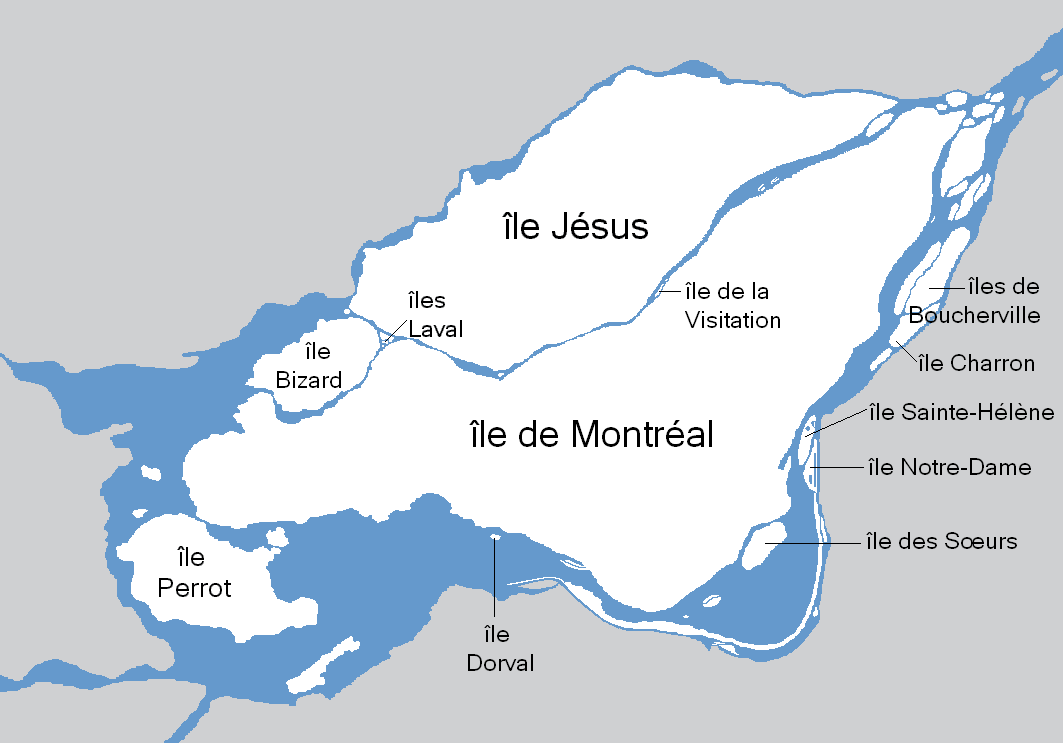
Der Hochelaga-Archipel mit der Île Perrot im Südwesten

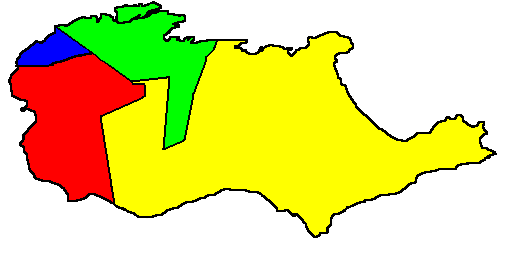
Administrative Gliederung:
L’Île-Perrot
Notre-Dame-de-l’Île-Perrot
Pincourt
Terrasse-Vaudreuil

## Geographie
Auf der Insel liegen die vier Gemeinden L’Île-Perrot, Notre-Dame-de-l’Île-Perrot, Pincourt und Terrasse-Vaudreuil, die  zusammen 37.399 Einwohner zählen (2011). Sie sind Teil der Regionalgemeinde Vaudreuil-Soulanges und gehören dem Gemeindeverband Communauté métropolitaine de Montréal an.
Die Île Perrot besteht überwiegend aus Quarzit des Kambriums; eckige Blöcke dieses harten Gesteins sind auf dem größten Teil der Insel zu finden. Der Boden ist ein lehmig-sandiger Podsol, der sich auf säurehaltigem und nährstoffarmem Geschiebemergel gebildet hat. Stellenweise gibt es nährstoffreicheren, aber schlecht versickernden Gleyeboden. Weite Gebiete im Zentrum und im Südosten der Insel sind bewaldet.
Die Insel ist benannt nach François-Marie Perrot, dem ehemaligen französischen Gouverneur Montreals und Pelzhändler.

## Verkehr
Insgesamt sechs Brücken führen auf die Île Perrot. Sie liegen alle im selben Verkehrskorridor im Nordwesten der Insel, der Vaudreuil-Dorion auf dem Festland mit Sainte-Anne-de-Bellevue auf der Île de Montréal verbindet. Dieser Korridor ist außerdem die Hauptverbindung zwischen Montreal und Toronto. Über die Pont Taschereau (im Westen) und die Pont Galipeault (im Osten) führt die Autoroute 20, eine der wichtigsten Autobahnen des Landes. Parallel dazu verlaufen zwei Eisenbahnstrecken der Canadian National Railway und der Canadian Pacific Railway.
Rückgrat des öffentlichen Nahverkehrs ist eine exo-Vorortseisenbahnlinie, die vom Montrealer Bahnhof Lucien-L’Allier nach Vaudreuil-Dorion und Hudson führt; auf der Insel selbst befinden sich zwei Bahnhöfe. Buslinien von exo übernehmen die Feinerschließung.